# 戸塚町 (東京府)
戸塚町（とつかまち）は、東京府豊多摩郡にかつて存在した町の一つである。現在の新宿区高田馬場や西早稲田などに当たる地域である。この項では主に廃止時点での概況について述べる。現在の状況については戸塚 (新宿区)を参照のこと。

## 地理
町域の北端をなぞるように神田川が流れ谷底平野を形成しているが、大半は武蔵野台地を構成する豊島台上にある。

## 歴史

### 町名由来
次の諸説がある。
- 昔洪水の時、ここばかりは「戸」をもって支えたように、水害から免れたことから。
- 昔宝泉寺の境内に富塚という塚があった。後に富を戸にしたことから。
- 旧岡本某の邸古い塚があり、白狐が住んでいたので、狐塚といわれていた。これが転じて戸塚となった。
- 昔、この辺には、古塚が多くあったので十塚が転じて戸塚となった。
- 喜久井町に供養塚があった。この塚を富塚といっていたものが転じて戸塚となった。
- 源義家が凱旋の時に「かぶと」を埋めたので、かぶと塚と言ったのが転じて戸塚となった。

### 年表
- 1889年（明治22年）05月1日 - 町村制施行により、下戸塚村、源兵衛村、諏訪村の大部分、戸塚村及び西大久保村飛地並びに高田村飛地が合併し、南豊島郡戸塚村が発足。諏訪村の飛地は大久保村大字東大久保へ編入。
- 1896年（明治29年）04月1日 - 南豊島郡が東多摩郡と合併して豊多摩郡となる。
- 1914年（大正3年）01月1日 - 町制施行し戸塚町となる。
- 1932年（昭和7年）10月1日 - 東京市に編入され消滅、淀橋区の一部となる。

### 町名の変遷
淀橋区成立時の町名改称は以下のとおり。
| 実施後       | 実施年月日    | 実施前（いずれも特記ない場合は全域）                                       |
| ------------ | ------------- | -------------------------------------------------------------------------- |
| 戶塚町一丁目 | 1932年10月1日 | 大字下戶塚                                                                 |
| 戶塚町二丁目 | 1932年10月1日 | 大字源兵衞字バツケ下・向原（一部）・秣川・向芝原、大字戶塚字馬場崎・馬尿川 |
| 戶塚町三丁目 | 1932年10月1日 | 大字戶塚字淸水川・宮田・稻荷前、大字源兵衞字向原（一部）                   |
| 戶塚町四丁目 | 1932年10月1日 | 大字戶塚字久保田・上ノ臺・伊勢ヶ原・川向                                   |
| 諏訪町       | 1932年10月1日 | 大字諏訪                                                                   |

## 地域
- 大字
  - 小字（地番）
- 戸塚
  - 清水川（1-227）、宮田（228-464）、久保田（465-611）、上ノ臺（612-756）、伊勢原（757-864）、稻荷前（865-1040）、馬場崎（1041-1069）、馬尿川（1070-1076）、川向（1077-1078）
- 下戸塚
  - 稻荷前（1-138）、石田前（139-270）、三島（271-447）、荒井山（448-566）、松原（567-657）
- 源兵衛
  - バツケ下（1-53）、向原（54-127）、秣川（128-253）、向芝原（1725-1726、元高田村）
- 諏訪
  - 宮東（1-88）、中通（89-178）、西原（179-256）、北裏（171、174、元大久保村）

### 教育

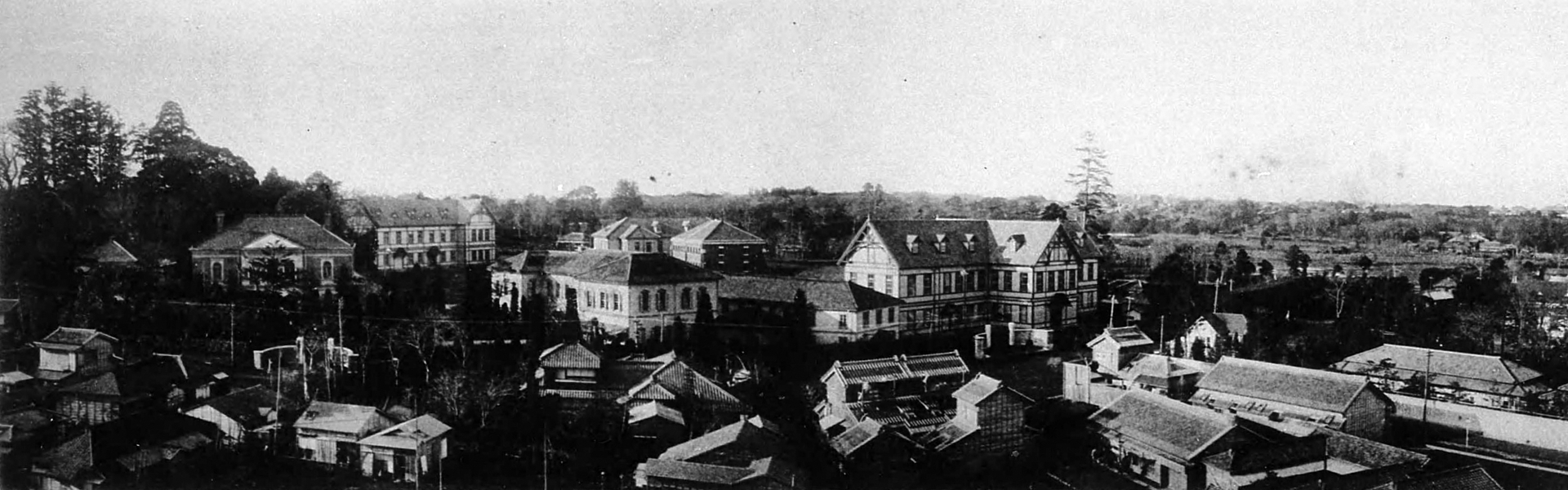
早稲田大学（1902年頃）

| - 早稲田大学 - 早稲田中学校 - 戸塚町立青年訓練所 - 日本美術学校 - 明徳学園 | - 戸塚第一尋常高等小学校 - 戸塚第二尋常小学校 - 戸塚第三尋常小学校 - 伊勢ヶ原幼稚園 - 美芳幼稚園 |

## 交通

### 鉄道
- 鉄道省（現・JR東日本）
  - 山手線
- 高田馬場駅 -
- 西武鉄道
  - 村山線（現・西武新宿線）
- 高田馬場駅 -

## 備考
令和時代になってもなお、警視庁戸塚警察署や戸塚第一小学校・第二小学校・第三小学校などに「戸塚」の名を残す。
東京市編入時に大字下戸塚は戸塚町一丁目になり、大字源兵衛は戸塚町二丁目、大字戸塚は戸塚町三丁目、大字諏訪は諏訪町になったが、1975年に住居表示のためその大部分が明治通りを境に東部が西早稲田、西部が高田馬場にそれぞれ編入された。ただし、戸塚町一丁目の一部が現在もリーガロイヤルホテルや早稲田中学校・高等学校の場所等に点在して残置する。
早稲田大学のキャンパスは早稲田町ではなく、西早稲田（=旧戸塚町）に存在する。
1636年に江戸幕府が設置した高田馬場は旧戸塚町の内であるが、現在の住所で言えば高田馬場ではなく西早稲田三丁目に当たる。堀部武庸の高田馬場の決闘があった場所も同様である。
戸塚村と大久保村は、かつて富塚村（とづかむら）という名で、同根であるとされる。
戸山町も元来は戸塚村の内であり、旧戸山山荘の部分が1872年に豊嶋郡下戸塚町となり、1878年に牛込区に編入された。

## その他
シチズン時計の発祥の地は戸塚町で、現在も工場跡にシチズンプラザが設置されている。

## 関連書籍
- 戸塚町誌刊行会 『戸塚町誌』 1931年
- 東京市臨時市域擴張部 『豊多摩郡戸塚町現状調査』 1931年